# Conny Giussani
Conny Giussani (Mendrisio, 13 agosto 1997) è un'ex ginnasta svizzera con cittadinanza lussemburghese, membro delle nazionali svizzera e lussemburghese di ginnastica artistica.

## Biografia
Esordisce in campo internazionale con la nazionale juniores della Svizzera il 29 maggio 2010, in una competizione ad Uster, in squadra con Alice Jelmini ed Ilaria Käslin.

Nel 2011 partecipa al Trofeo Città di Lugano con la nazionale juniores, insieme ad Ilaria Käslin e Caterina Barloggio. Si classifica all'ultimo posto, con 12,50 punti al volteggio, 8,90 alle parallele, 9,55 alla trave, 11,05 al corpo libero, con un totale di 42,00 punti.
A maggio 2012 partecipa agli Europei juniores di Bruxelles 2012 con la nazionale svizzera formata da Ilaria Käslin, Laura Schulte, Nicole Hitz ed Eliane Schreiber: la squadra si classifica al 13º posto; la Giussani ottiene 12,400 punti al volteggio e 11,966 alle parallele, i più bassi della squadra, che comunque non conquista la finale.
A settembre 2013 partecipa ai Campionati Individuali Svizzeri, piazzandosi al 6º posto con 50,200 punti. 
Vince poi con la squadra del Ticino il campionato svizzero a squadre di Lega A, a Lugano: la squadra, con le compagne Ilaria Käslin, Caterina Barloggio, Giada Grisetti e Thea Brogli, totalizza 155,250 punti, e si piazza davanti all'Argovia. Per questa vittoria viene premiata con la Distinzione al Merito Sportivo Comunale 2013.

### Il passaggio al Lussemburgo
La Giussani ha madre lussemburghese, e in base al principio dello ius sanguinis gode quindi della cittadinanza lussemburghese, potendo così partecipare agli Europei di Sofia 2014 con la nazionale del Lussemburgo: a causa di un infortunio in allenamento al volteggio, nelle gare di qualificazione gareggia solo alle parallele asimmetriche, ottenendo un punteggio di 10,766.